# Jacob Curiel
Jacob Curiel, auch Duarte Nunes da Costa (* 26. September 1587 in Lissabon; † 3. April 1664 in Hamburg) war ein portugiesischer Kaufmann, Gemeindeführer und Resident.

## Leben
Die Familien Curiel, die in Hamburg und Amsterdam lebten, stammten von dem Adeligen Jeronimo de Saldanha aus Portugal ab. Dieser hatte einen Sohn namens Fernão Lourenço (1494–1532), der in Coimbra als Vertreter der Kaufleute agierte und dessen Urenkel Jacob Curiel war. Gemeinsam mit seiner Mutter und anderen Verwandten entkam Jacob Curiel der Inquisition. Die Flucht führte sie über Saint-Jean-de-Luz nach Italien, wo Jacob Curiel 1608 in Pisa von der Familie Rosilho aus Fez eine aufwändig gestaltete mittelalterliche Bibel kaufte. Curiels Sohn Jerônimo gab diese 1667 Josef Athias aus Amsterdam, der die bekannte „Biblia Hebraica“ druckte. 1621 ging Curiel nach Amsterdam und kaufte dort ein Jahr später ein prunkvolles Gebäude in der Jodenbreestraat. Anschließend lebte er kurzzeitig in Glückstadt und zog 1627 nach Hamburg.
In Hamburg diente Curiel als Resident des spanischen, später des portugiesischen Königshauses. Von 1636 bis 1639 versorgte er die spanische Silberflotte in Andalusien und die in den südlichen Niederlanden stationierte Armee mit Waffen, Schießpulver und Munition. Außerdem fungierte er als Bankier und Postagent von Duarte de Bragança, dessen Bruder Johann später zum portugiesischen König aufstieg. Curiel engagierte sich für de Bragança bis zu dessen Tod 1649 in einem Gefängnis in Mailand. Nachdem die Portugiesen während des Restaurationskriegs die Unabhängigkeit erreicht hatten, unterstütze Curiel deren Kämpfe gegen die spanische Krone.
Im Juni 1641 erhob der portugiesische König Curiel in den Adelsstand. Außerdem erklärte er ihn zum inoffiziellen diplomatischen Agenten im norddeutschen Raum. Curiel belieferte die Portugiesen mit Waffen und Munition und Materialien, die zum Bau von Schiffen notwendig waren, darunter Masten, Seile und Pech. Bei Aufenthalten des Königs oder Diplomaten in Nordeuropa stellte er diesen mehrfach große Kredite zur Verfügung, darunter 1648 im Rahmen der Friedenskonferenz in Osnabrück. Für die Flotte der Allgemeinen Gesellschaft des Brasilienhandels entsandte er drei große, bewaffnete Schiffe gen Portugal. Außerdem überzeugte er Jakob von Kurland, in die Gesellschaft zu investieren. Als Leiter der deutschen Handelsniederlassung der Gesellschaft erhielt er neben dem Agentengehalt ab 1649 große Einnahmen. Nach dem Ende des Dreißigjährigen Krieges warb er 2500 nicht mehr benötigte deutsche Soldaten an, die den Portugiesen helfen sollten, ihre Landesgrenzen gegen Spanien zu verteidigen. Dabei kümmerte er sich auch um den Transport der Truppe.
Curiel selbst beteiligte sich nicht an staatspolitischen Verhandlungen. Bei bedeutenden Ereignissen wie den Verhandlungen zum Westfälischen Frieden empfing er hochrangige portugiesische Diplomaten und sorgte für deren Unterkunft. Außerdem stellte er ihn für Reisen benötigte Mittel und Geld zur Verfügung, informierte sie über aktuelle Entwicklungen und stellte Nachrichten zu. Da in Hamburg neben spanischen und portugiesischen Residenten auch kaiserliche Vertreter, Franzosen, Engländer, Schweden, Dänen und Polen zu finden waren und sich Post- und Zeitungsverkehr kreuzten, hatte Curiel optimale Voraussetzungen, Informationen zu sammeln. Die Biblioteca da Ajuda bewahrt mehrere Briefe auf, in denen Curiel oder einer der Söhne Entwicklungen in Politik und Diplomatie in Nordeuropa beschrieben. Dazu gehörten Kriege, Friedensvereinbarungen und familiäre Angelegenheiten.
Curiel hatte zwei Söhne namens Manuel (Immanuel) und Jorge (Jerônimo), die ebenfalls von Hamburg für die Gesellschaft des Brasilienhandels arbeiteten. Sie rekrutierten meistens Kanoniere, Schiffsärzte und sonstiges Fachpersonal, die mit dem Schiffskonvoi reisten. Dabei dürften sie von ihren guten Kenntnissen über den nordeuropäischen Handel, Entwicklungen in Politik und Wirtschaft profitiert haben. Ein Brief im Lissabonner Archiv zeigt, dass Curiel Kenntnisse über Schmuggelgeschäfte hamburgischer und niederländischer Kaufleute in Elmina und Guinea hatte. (Wahrscheinlich handelt es sich um die Dänische Westindien-Kompanie.) Die Söhne arbeiteten später als offizielle Repräsentanten in Hamburg und versuchten Ende der 1660er Jahre, brasilianische Erzeugnisse, insbesondere Brasilholz, in Nordeuropa zu vertreiben. Nach Portugal exportierten sie Masten, Pulver, Munition und Getreide. (Wahrscheinlich ist Jeronimo 1642 nach Amsterdam gezogen und 1645 ernannt als Agent der portugiesischen Krone. Er wurde dort bekannt als Moses Curiel.
Vor 1640 agierte Curiel als Bankier und Postagent für Dom Duartes und mehrere Jahre als Chargé d’affaires der portugiesischen Krone in Deutschland. Seit 1645 trug er einen offiziellen Agententitel und durfte dem Königshaus Waffen liefern. Da es ihm in den 1640er Jahren gelang, in Portugal den Verkauf von Waren aus Hamburg zu ermöglichen, erließ ihm der Rat der Hansestadt lebenslänglich sämtliche städtische Abgaben.
Curiel, den Otto Sperling als „Juden, aber einen vernünftigen“ bezeichnete, lebte seit 1647 in einem repräsentativen Haus am Krayenkamp. Da ihm als Juden in Hamburg Grund- und Bodenbesitz verboten war, pachtete er den Neubau, in dem er bis zu seinem Tod lebte, von einem Christen. Christina von Schweden, die Curiel wiederholt dort untergebracht hatte, kaufte es 1668 für 17.000 Taler. Curiel erwarb 1647 zusätzlich zwei Häuser auf dem Dreckwall. 1652 gehörte er zu den Gründungsmitgliedern der Bet Israel Gemeinde.
Das Grab Jacob Curiels, der 1664 starb, befindet sich im portugiesischen Teil des Jüdischen Friedhofs Altona.